# Timber Timbre
Timber Timbre est un groupe de folk rock canadien, originaire de Toronto, en Ontario. Formé en 2005, il est composé de Taylor Kirk. Timber Timbre sort six albums, autoproduisant les deux premiers avant de signer pour un label indépendant, Out of This Spark, en janvier 2009 puis chez Arts and Crafts, à Toronto, en mai de la même année.
Pour Hugo Cassavetti, les chansons du groupe sont « sombres mais pas déprimantes » et la voix de Taylor Kirk n'est pas sans rappeler Leonard Cohen à ses débuts.

## Biographie

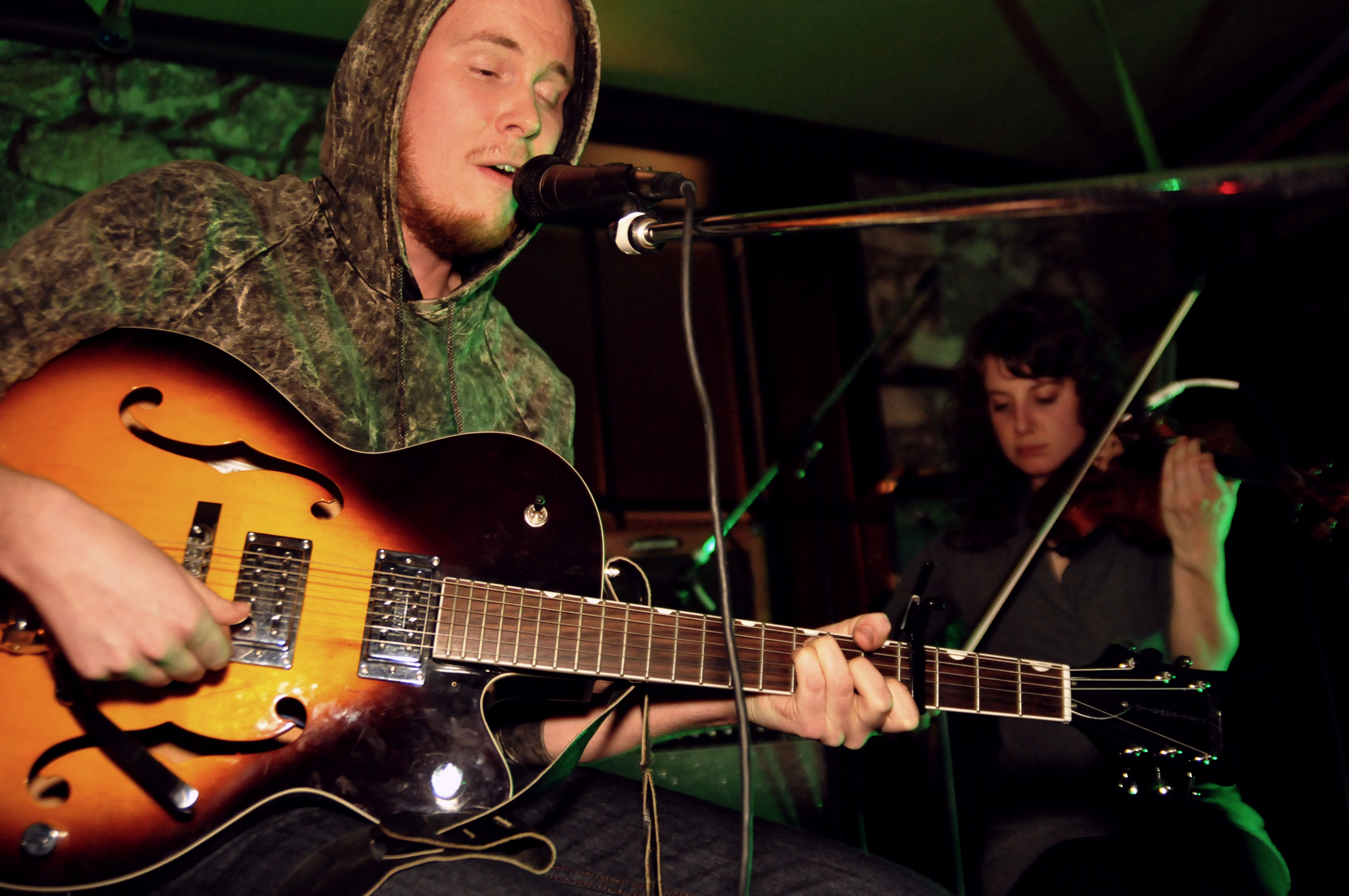
Timber Timbre en 2009.

Timber Timbre compte deux albums indépendamment avant la sortie d'un album homonyme au label Out of this Spark en janvier 2009. Ils signent ensuite avec Arts and Crafts, qui rééditera l'album le 30 juin au Canada, et le 28 juillet à l'international. L'album est nommé pour le Prix de musique Polaris le 15 juin 2009 et listé album de l'année par Eye Weekly.
Leur morceau Magic Arrow est utilisé dans l'émission Breaking Bad, dans l'épisode Caballo Sin Nombre et dans la série télévisée The Good Wife, dans l'épisode Bitcoin for Dummies. Black Water est la bande son du film comique For a Good Time, Call... sorti en 2012.
Leur quatrième album, Creep On Creepin' On, est publié en avril 2011. Il est nommé pour un Prix de musique Polaris en 2011, perdant face à l'album The Suburbs d'Arcade Fire. En 2012, le groupe joue avec la chanteuse folk Laura Marling durant sa tournée britannique, et avec la chanteuse Feist en Amérique.
Leur cinquième album, Hot Dreams, est publié le 1er avril 2014. Il est nommé pour un Prix de musique Polaris, mais perd face à l'album Aninism de Tanya Tagaq.
Le sixième album des Timber Timbre, Sincerely, Future Pollution, est publié le 7 avril 2017, chez City Slang Records. Le premier single de l'album, Sewer Blues, est publié en janvier 2017. Le second single, Velvet Gloves and Spit, est publié le 15 février 2017.
Le septième album Lovage sort fin novembre 2023 chez Two Gentleman / PIAS. Don't you want to see a body dead est la première phrase prononcée de la première chanson...et donne le ton pour la suite. 

## Membres

### Membres actuels
- Taylor Kirk